# Каспийский бычок-цуцик
Каспийский бычок-цуцик (лат. Proterorhinus semipellucidus) — вид рыб из подсемейства Benthophilinae семейства бычковых (Gobiidae).
Живет в пресных водах каспийского бассейна. Является обычным видом в низовьях Волги.
Этот вид отмечается как вид-вселенец в верхнем и центральном течении Волги, Москве-реке, ряде водохранилищ волжского бассейна, отдельные случаи отмечены в среднем Дону. Данный вид является единственным представителем понто-каспийской фауны, перешедшим 56° с.ш.